# 杉原家次
杉原 家次（すぎはら いえつぐ）は、戦国時代から安土桃山時代にかけての武将、大名。羽柴秀吉の家臣。丹波福知山城および近江坂本城主。

## 略歴
尾張国の生まれ。杉原家利の長男。秀吉の正室・寧々（高台院）の母・朝日殿の兄で、伯父に当たる。『 祖父物語』によれば前歴は連雀商人であったというが、その縁から一門衆として仕え、秀吉が長浜城主に立身出世するとその家老となった。この頃の『竹生島奉加帳』を見ると、寄進した10石というのは家臣内で家次が一番多く、すでに筆頭格であったことがわかる。
天正5年（1577年）から始まった中国攻めに従軍し、播磨国三木城や備中高松城の攻略後にその城を受け取る正使となり、城代を任されていて、中国大返しの際には高松城の留守居として殿軍を務めた。
天正10年（1582年）の山崎の戦い後、秀吉によって明智光秀の丹波福知山城を与えられた。同年、甥浅野長政（妹・七曲殿の養子）と共に京都奉行に任じられた。天正11年（1583年）の賤ヶ岳の戦い後の8月20日、近江国滋賀郡・高島郡などで合計3万2000石の知行を与えられ、坂本城の城主も兼ねるようになって、再び京都所司代の1人にも任じられた。
ところが、『多聞院日記』（天正11年11月20日条）によると「坂本の城に居る杉原は筑州無並仁也、近日以之外に狂云々」とあり、天下人となった秀吉の宿老であった家次が発狂したとの風聞が広がっていたと云い、約1年後の天正12年（1584年）9月に病死した。ただし、杉原氏の旧臣とされる青山六左衛門が慶安年間に残した覚書によれば、家次は自分の功績が報われないのは秀吉から疎んじられているからだと考えて心を病んで自害し、これを知った秀吉は激怒して家を取り潰したという（後に嫡男・長房を赦免して家名再興を許す）。また同じ頃に分家筋である寧々の一族に対して秀吉が木下の名字を与えて杉原の名字を捨てさせたのも、家次に対する激怒とその処分によるものとされる。
享年は、55、あるいは54、または57、67など系図によって諸説あり、このために生年は定まらない。跡を子の長房が継いだ。